# 남도입창
남도입창 (南道立唱)은 남도지방에서 불리던 입창이다. "보렴", "화초 사거리"에 이어서 "육자배기", "자진육자배기", "흥타령", "개구리타령", "새타령", "성주풀이" 등이 덧붙여져 불렸으나, 육자배기 이하는 민요로 부르고, 새타령은 잡가로 부른다.

## 보렴
보렴 (報念)은 보시염불(報施念佛)의 약자로 산타령과 마찬가지로 사당패들의 소리였다. 예전에 사당패가 입창을 할 때면 우선 처음에 판염불을 불러 벽사나 축원을 한 후에 놀량을 하는 것인데, 현재의 경기나 서도의 입창에는 이 판염불 부분이 빠지고 대뜸 놀량 부분부터 시작한다. 불가어로 된 보렴은 이 판염불 부분이 따로 떨어져 나가 하나의 독립된 곡을 이룬 것이다. 처음에 중모리로 노래하다가 굿거리를 거쳐 자진모리로 변한다. 음계는 완전히 남도 시나위조인 계면조로 되어 있지만, 악구의 끝을 위로 삐쳐서 끝나고 있는 점 등은 입창의 특징을 아직도 간직하고 있음을 나타낸다. 계면조로 되어 있으면서도 씩씩한 느낌을 준다.

## 화초사거리
화초사거리 (花草四巨里)는 남도입창의 하나이다. 그 사설을 경기놀량과 마찬가지로 '산천초목이 …….'로 시작하여 별 의미 없는 입타령으로 된 긴염불 부분과 후반부인 화초염불 부분에 이르러 화초의 이름들을 잠깐 들다 마는 대목이 더 첨가되어 있을 뿐, 그 밖의 사설은 경기놀량과 마찬가지로 중모리장단으로 노래하다가 거의 끝부분에 이르러 굿거리장단(또는 중중모리장단)으로 변한다. 통절형식으로 되어 있고, 가락 진행도 남도의 계면조라기보다는 경기놀량에 가깝다. 그러나, 굿거리장단 부분부터는 완전히 남도계면조 형식이다. 씩씩한 맛이 난다.